# Codex Boernerianus
Il Codex Boernerianus (Gregory-Aland no. Gp o 012) è un manoscritto in greco e latino onciale (cioè maiuscolo) datato approssimativamente al IX secolo. Originariamente conteneva integralmente il testo in greco e latino delle lettere di Paolo, in 99 fogli in pergamena, di formato 25 x 18 cm. Ciò che rimane è costituito da frammenti di (Rom. 1,1-4; 2,17-24; 1 Cor. 3,8-16; 6,7-14; Col. 2,1-8; Filem. 21-25).
Attualmente è conservato presso la Sächsische Landesbibliothek (Cat. No. A 145b) di Dresda.

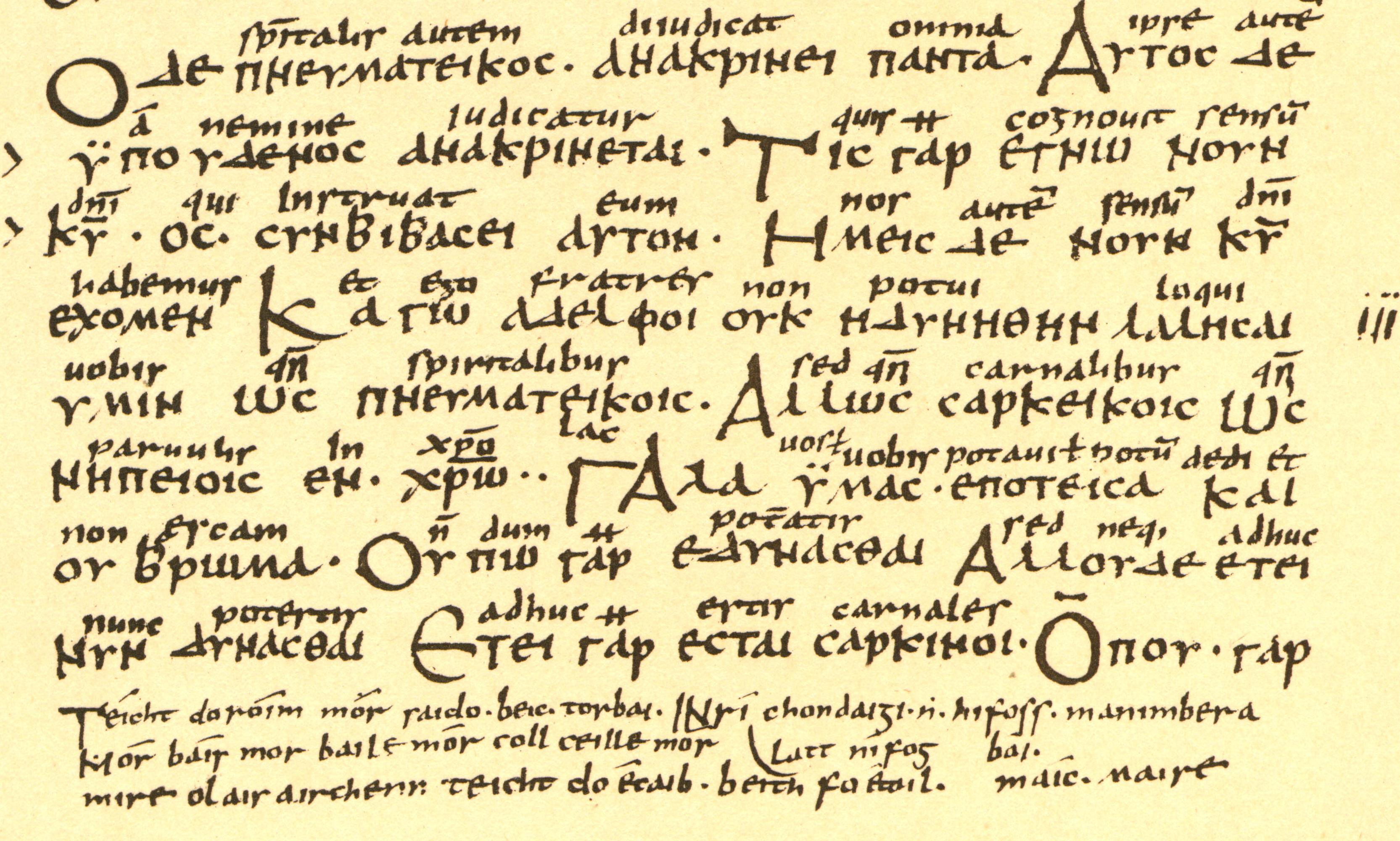
"Irish Verse"